# 오타니촌 (이시카와현)
오타니촌(大谷村)은 이시카와현 스즈군에 있던 촌이다.

## 역사
- 1889년 4월 1일 - 정촌제 시행에 의해 6개 촌의 구역을 가지고 스즈군 오타니촌이 성립하였다.
- 1907년 10월 15일 - 히키촌, 오타니촌, 오사키촌이 폐지되어, 그 구역을 가지고 스즈군 사이카이촌이 설치되었다.

## 참고문헌
- 角川日本地名大辞典 17 石川県